# Chromis mirationis
Chromis mirationis är en fiskart som beskrevs av Tanaka, 1917. Chromis mirationis ingår i släktet Chromis och familjen Pomacentridae. Inga underarter finns listade i Catalogue of Life.